# Serra da Tormenta
A serra da Tormenta é uma elevação montanhosa de 1 287 m de altitude situada no município de Carmo do Rio Claro, no sul-sudeste do estado de Minas Gerais.
O caminho até o cume pode ser feito de carro, motocicleta ou a pé, o que é mais comum entre os carmelitanos que residem por lá. Durante o percurso até o topo pode-se observar diversos elementos da paisagem, uma estação de tratamento de águas residuais (ETAR) e um pequeno ponto de energia elétrica, além de uma vista panorâmica da cidade de Carmo do Rio Claro e até de cidades vizinhas, como Conceição da Aparecida e Alpinópolis. No topo, existe uma pequena capela, além de muitas torres e antenas para transmissão de televisão e rádio.
A geologia da serra da Tormenta é formada por quartzitos, metaxistos e meta-conglomerados.
A serra da Tormenta tem uma rampa natural muito usada por praticantes de voo-livre,considerada uma das melhores do Brasil para prática do esporte. Esta rampa já foi palco de vários campeonatos paulistas e brasileiros.